# ناویا سنو
ناویا سنو (انگلیسی: Naoya Senoo؛ زادهٔ ۱۵ اوت ۱۹۹۶) بازیکن فوتبال اهل ژاپن است.
از باشگاه‌هایی که در آن بازی کرده‌است می‌توان به باشگاه فوتبال گامبا اوساکا اشاره کرد.